# خورخه گوتیه‌رس (بوکسور)
خورخه گوتیه‌رس (انگلیسی: Jorge Gutiérrez؛ زادهٔ ۱۸ سپتامبر ۱۹۷۵) بوکسور اهل کوبا بود.
از افتخارات وی میتوان به کسب مدال در بازی‌های المپیک تابستانی ۲۰۰۰ اشاره کرد.